# Elachisina
Elachisina is een geslacht van weekdieren uit de klasse van de Gastropoda (slakken).

## Soorten
- Elachisina azoreana Rolán & Gofas, 2003
- Elachisina bakeri (Strong, 1938)
- Elachisina canaliculata Rolán & Rubio, 2001
- Elachisina canarica (F. Nordsieck & Talavera, 1979)
- Elachisina catenata Rolán & Gofas, 2003
- Elachisina colellai Cunha, Santos & Lima, 2016
- Elachisina eritima (E. A. Smith, 1890)
- Elachisina floridana (Rehder, 1943)
- Elachisina globuloides (Warén, 1972)
- Elachisina grippi Dall, 1918
- Elachisina gubbiolii Rolán & Gofas, 2003
- Elachisina iredalei (Brookes, 1926)
- Elachisina johnstoni (Baker, Hanna & Strong, 1930)
- Elachisina pelorcei Rolán & Gofas, 2003
- Elachisina pergrandis Rolán & Gofas, 2003
- Elachisina robertsoni Kay, 1979
- Elachisina saxicola (C. B. Adams, 1852)
- Elachisina senegalensis Rolán & Gofas, 2003
- Elachisina tenuisculpta Rolán & Gofas, 2003